# Mooleptus rabuka
Mooleptus rabuka Machida, Ogawa e Okiyama, 1982, unico rappresentante del genere Mooleptus Özdikmen, 2010, è una specie di nematode della famiglia dei Fisalopteridi.

## Tassonomia
Descritto da Machida, Ogawa e Okiyama nel 1982, venne posto in un genere monotipico, Metaleptus. Esistendo già questo nome nella nomenclatura zoologica per un genere di cerambici, Metaleptus, quello del nematode è stato rinominato nel 2010 da Hüseyin Özdikmen in Mooleptus, le cui tre prime lettere commemorano i descrittori originali della specie.